# ルサンチマン (漫画)
『ルサンチマン』は、花沢健吾による成年向け青年漫画。『ビッグコミックスピリッツ』（小学館）に2004年3号から2005年12号まで連載された。単行本は全4巻（小学館ビッグコミックス）、新装版は全2巻。

## 概要
バーチャルリアリティやオンラインゲームを題材とした近未来SF作品である。「現実世界で絶望的にモテない男達が現実を諦め、仮想現実に愛と救いを求める」といった内容が作品の基調となっているため、同様の題材を扱った他の作品に比べ、現実世界と仮想世界との落差を強調した内容が特徴的である。また、その世界観も男性の性的欲望が強く反映されているのが特色である。
2012年に新装版が製作されている。新装版上巻の帯では「報われない傑作」と銘打たれている。

## ストーリー
2015年の東京が舞台。坂本拓郎（通称たくろー）はウオト印刷という零細印刷所に勤める独身、デブ、ハゲ進行気味のさえない男、ボーナス後のソープが楽しみの素人童貞。30歳の誕生日に旧知の友人3人と飲んだ際に、自分以上にさえない男であるはずの越後大作に、女にもててしょうがない上に仕事まで辞めたという話を聞かされる。
しかしそれはいわゆるギャルゲーの世界であると聞き、いったんはたくろーは呆れる。しかし飲み会の後、越後のアパートでやらせてもらった最新式のギャルゲーは、たくろーの想像を上回る高度なAIキャラクターとバーチャルリアリティプログラムにより構成された現実感（ある意味究極の非現実感）あふれるものだった。
完全な現実逃避とあきれつつ、うらやましく思ったたくろーは、ギャルゲーを楽しむためのパソコン一式を貯金をはたいて購入し、自分も仮想現実の世界を楽しもうとする。仮想現実世界での恋人を作るにはその人格AIをプログラミングしたソフトを購入する必要がある。たくろーはAIソフト売り場で偶然陳列棚の下に埋もれていた「TUKIKO（月子）」というソフトを購入する。喜び勇んで月子との仮想現実での生活を楽しもうとするたくろー、しかしプレイをしていくうちにそのAIソフト「月子」は普通のAIソフトとは違うことに気づいていく。
明らかになっていく月子の正体、話の進展に伴い、仮想現実世界（アンリアル）は現実世界を巻き込んでいく。

## 登場人物

### 主要キャラクター

#### 現実世界
坂本拓郎（さかもと たくろう）
ウオト印刷という印刷所の工場に勤める30歳、独身、不細工、ハゲ進行気味、デブの負け組男。同僚、家族、友人からの呼び名は「たくろー」。実家は「坂本弁当」という弁当屋だが父親がぼけてしまったため休業状態。
30歳の誕生日を迎えて以降、これからもうだつのあがらない人生が続くことを嘆いている。飲み会に友人の越後に紹介された最新式のAIプログラムによるギャルゲーに手を出すことにより物語に巻き込まれてゆく。
越後大作（えちご だいさく）
たくろーに最新式のアンリアルの魅力を教えた、たくろーの学友。30歳男性。無職、チビ、不細工、独身、真性童貞とたくろーよりもさらに現実社会での負け組のスペックを兼ね備えている。
パン工場に勤めていたが2014年末にその工場に火災が発生した際に放火の疑いをかぶせられ解雇される。以後貯金と、パン工場でもらったパンで生活している。現実世界に反比例してアンリアルにおける地位やレベルは高い、いわゆるネトゲ廃人である。
腹と背中に漢字が一文字書かれた黒いシャツを常に着ているが、その漢字は登場シーンごとに違う。
長尾まりあ（ながお まりあ）
ウオト印刷勤務でたくろーとは同期、青森出身。営業部に所属。
一見男勝りの性格でやり手のイメージをもつ女性だが、時としてはかわいい一面も見せる複雑な性格。美人ではあるが鼻の下に大きなほくろがあるのが珠に瑕。男運は悪く、何度も恋人を寝取られているような描写がある。
醜男のたくろーは（恋人としては）生理的に受け付けないが、普段は気さくに付き合っている。しかし、物語の進行に伴い、たくろーと急接近してゆく。
神崎陽一郎（かんざき よういちろう）
ルサンチマンの主要な舞台である仮想現実社会、アンリアルを動かす驚異的AIソフト「MOON」の生みの親である天才開発者。作品の開始時点ではすでに故人。
ドクター
外見は禿が進行ぎみのメガネのスケベヒヒ親父。現実世界でもたくろーに「ドクター」で呼ばれているが、実際は神崎と同じく高い技術をもつAIソフト開発者。
若いころは倒産寸前の小さなソフト会社で神崎とともに「MOON」の開発に携わる。研究資金がつきたことにより、神崎に無断で「MOON」とその技術を大会社「オアシス」に業務提携という形で売り、2人はオアシスに役員として迎えられる。会社（オアシス）を追い出されかけているが、本編中に詳しい理由の描写はない。

#### 仮想現実世界
たくろー
坂本拓郎の周りからの呼び名であると同時に、仮想現実社会「アンリアル」における拓郎の姿。
アンリアルでの彼の容姿（いわゆるアバター）は、彼の高校生時代の姿をベースに、にきびを消すなど、ほんの少し美形化したもの。AIソフト「月子」の主人だが、彼女が普通のAIソフトと違うことに気づいていくに従い、彼女を自分に都合の良いゲームキャラクターよりも一個の人格として扱うように行動していく。
ラインハルト・ウォルフガング・シュナウファー
越後のアンリアルにおけるネットキャラクター、容姿端麗で長身の男性（もちろんアバター）。
アンリアルにおける古都アストニアの議員、美少女ゲームのギルドマスターなどの数々の重職についていた、過去2回の仮想世界大戦を経験した等、アンリアルにおいて一目置かれる存在。本編の開始時点ではすべての役職を退き隠遁生活を送っている。
通常はファンタジアを行動範囲としている。ノスタルジアにおいても高い能力をもつ描写があるが、現実を嫌悪している彼はめったに行くことはない。
月子
たくろーが渋谷のイシマルキューのゲームコーナーで購入したAIソフトより仮想世界に生きるキャラクター。たくろーとラインハルトが現実世界に肉体を持つキャラクターなのに対して、あくまでNPC（ノンプレイヤーキャラクター）である。
天真爛漫な性格で、さびしがりやである。特別なAIソフトで、通常のAIキャラクターでは禁止事項とされるいくつかのことが行える。その正体は、神崎が作り上げた驚異的なAIプログラムであるMOONのオリジナルである。
「ルサンチマン」におけるAIソフトはすべてMOONのコピーだが、そのコピーの際にさまざまな禁止事項（下記）が加えられている。しかしそれらが加えられていないオリジナルのMOONである月子には、通常のAIと異なる行動ができ、何からも干渉を受けないとも言える。「ルサンチマン」の世界では、ネットワークと連結したあらゆるものは「MOON」を元にしたプログラムで制御されているという設定になっており、「MOON」である月子は銀行のATMからペンタゴンの軍事コンピューターまで、あらゆるものが制御できる、つまり「ルサンチマン」の世界では月子が世界の命運を握っているといっても過言ではない。
神崎陽一郎（かんざき よういちろう）
現実世界で死んでいるはずの神崎の名前を名乗るNPC。月子と同じく下記のNPCの禁止事項を行うことが出来る、やはり特別なAI。頼りがいのある男前の無頼漢といった風貌をしている。
ノスタルジアの杓文字公園における売春宿で用心棒をしているが、やろうと思えばアンリアルの世界を制覇することができる能力を持つ。アンリアルの生活にも生き飽きて、更なる解脱を求めて月子に接近するが、月子の内部に潜んでいたノアのコピーによって容姿が変貌した挙句、「第9帝国」の襲撃に巻き込まれ消失した。
江原（えはら）
アンリアルの世界から現実世界を支配することを目的とする「第9帝国」の総帥（フィーラー）。ただしそれは団員を欺くためのもので、彼自身の本当の目的は別にある。
彼は特別なAIソフトの月子を手に入れることによりその目的を実現しようとする。彼はNPCではないので現実世界に存在するが、その正体は物語の終盤まで明らかにされない。

ドクター
現実社会におけるドクターと同一人物。彼はポリシーによりアバターを現実の姿と同一にしているが、これはよほど自分の現実社会の容姿に愛着ないし自信がない限り珍しい行為と言える。
アンリアルの世界においてプレイヤー、NPCを問わず深刻なコンピューターウィルスやバグである重度の病気の治療を行うことができる。つまり医者というよりはいわゆる「ハッカー」である。アンリアルの世界でも5本の指に入るハッカーであるという台詞から、高い技術を持つことが窺える。
ノア
神崎陽一郎が作り出した最初のAI。
当初はネズミ程度の知能しか持たなかったが、情報収集ウイルス"MOB"を組み込まれ、必要に応じてネットから情報を集める機能を得てからは加速度的に成長、ついには人間の知能を追い越し、自らを「神」と自称するようになる。自分のコピーまで勝手に作られ、恐れをなした神崎は一旦ノアを封印するが、その後も密かに成長を遂げ、アンリアル全土を覆い尽くすほどになる。その後も月子に自分のコピーを潜ませるなど暗躍するが、仮想世界の神崎が消失して以降は沈黙している。
なお、「ノア」が人間の子供の段階まで成長した時点でのコピーを、ネットから切りはなして神崎とドクターが人間の子育ての要領で成長させたものが「MOON」である。
モブ
月子が肌身離さず持っているぬいぐるみ。
時折表情が変わったり手足を動かしたり「モヒャ」とつぶやいたりなど、ただの人形ではない事が窺える。その正体は月子を守護するプログラムで、最終局面においてその本領が発揮される。

### サブキャラクター

#### 現実世界
辻本
たくろーの会社の先輩、工場勤務。定年間際であり、印刷業において高い技術を持つことが窺える。温和な性格でたくろーや長尾の良き理解者。
矢島
たくろーの会社の後輩、工場勤務。チビでたらこ唇のやはりさえない男だが、童顔な分だけまだかわいげがあるのが救い。小生意気なガキといった印象で、たくろーのことを小馬鹿にしている。
たくろーの母
ごく普通の中年女性。何かと口うるさい母親だが、それはうだつの上がらないたくろーの身を彼女なりに案じての事である。
たくろーの父
弁当屋を営んでいたが病に倒れ、休業を余儀なくされる。ボケが進行している他、物語後半では寝たきり状態になるなど、連載を通じて病状が次第に悪化してきている。
青山
たくろーの会社の営業部員。本社勤務。長尾と付き合っていたようだが、途中で入社2年目の若い女に乗り換えている。
『ボーイズ・オン・ザ・ラン』にも同名のキャラが登場し、そちらも同じ女たらしという役どころだが、その容貌は似ても似つかないものになっている。

#### 仮想現実世界
ラインハルトの恋人たち
越後が所有する5人の女性型上級NPC。現実世界でどん底の境遇にある越後にとっては、彼女たちの存在はたとえ現実に存在しなくとも生き甲斐そのものとなっている。
カレン
越後が最初に購入したNPC。大人しく柔和な容貌と豊満な肉体を併せ持つお姉様系キャラ。最初期型のため比較的感情の起伏が少ない。元はRPGのパートナーとして設計されたため、魔法を使う事が出来る。物語終盤における第九帝国との最終決戦においては、魔法使いとしてラインハルトの戦いをサポートしている。
越後がはじめてバーチャルセックスを経験した（童貞を捧げた）相手である。市場ではプレミアが付いているが、越後はそれとは関係なく深い思い入れを持っているようである。
マチルダ
いわゆる妹系キャラ。ラインハルトを「お兄ちゃま」と呼ぶ。彼女は未だ処女であるが、その事から越後は彼女に、幼くして亡くした実の妹を重ねているものと思われる。越後と同じ場所にほくろがある。
マキ
ラインハルトに対し好意の裏返しとして生意気な態度を取る、いわゆるツンデレキャラ。背格好が月子とほぼ同じであり、服の貸し借りなどをするうちに打ち解け合う。
双子のメイド
正式名称は作中には出てこないため、ここでは便宜上こう称する。メイド服姿のメガネっ娘。
2人ともほぼ同じ背格好だが、一人は一つ三つ編みでタレ目気味、もう一人は二つ三つ編みでツリ目気味である。他のラインハルトの恋人たちと比べ出番も台詞も少ない。
みやび
杓文字公園の置屋“たぬき屋”に身を置く娼婦。たぬき屋に流れてきた月子に何かと世話を焼く。口うるさいが面倒見のいい思いやりのある性格。第9帝国が杓文字公園を襲撃した際、兵士の攻撃から仲間の娼婦を庇って死亡。
亜矢子
たくろーと月子が通うことになるアンリアル上の学校の女生徒。本作では唯一登場した女性ユーザ。ただし、女性型アバターを使ったネカマの可能性もある。

## 世界観

### 現実世界
時は2015年、世界はそれほど進歩していないが、バーチャルリアリティに関しては非常に進歩を遂げている。その理由は物語が進行していくにつれて明らかになる。
都市開発により秋葉原がオシャレな都市に生まれ変わっている。本編中に描写はないが、連載当時秋葉原クロスフィールドの建設が進んでいたため、それを踏まえた設定である可能性がある。代わって、渋谷が現在の秋葉原のようなオタク街になったようなことが、登場人物のせりふからわかる。しかし差異はその程度で、描写を見る限りは世界観は現在（連載当時の2004年）と同一である。ただし、20円玉やダイヤル式携帯電話などの小ネタや、ヒラリー・クリントンを彷彿させる人物がアメリカ大統領になっている描写などがあり、作者の遊び心が窺える面もある。
アンリアルにおける描写から、18歳未満のキャラクターの性描写不可、近親相姦不可、内臓を見せるような残酷な描写不可など連載当時のゲームにおける自主規制が撤廃されていることが解り、表現の自由における人の意識の進化は窺える。ただし未成年に対する性風俗への規制や、場所によるプレイヤーキラーが禁止されているなど、ある程度の規制されており野放しではない。
MMOゲームがプレイされる世界（仮想現実世界アンリアル）、だけではなく現実世界のあらゆるネットワークを制御するものが、MOONより作られたソフトにより制御されており、このことは物語において重要な設定になっている。

### 仮想現実世界
本作において仮想世界は一般に“アンリアル”と呼称される。アンリアルに入るにはパソコンに加え、ヘッドギアと感圧グローブ、そしてプレイヤーの動きをトレースするカメラが最低限必要となる。
オンラインでの世界とオフラインの世界に分かれており、当然インターネットにつながないとオンラインの世界には行くことが出来ない。オフライン状態でも限定的な環境ながら遊ぶ事は可能だが、ネット回線にアクセスする事でより広大な世界を体感する事が可能。
アンリアルをより楽しむためには様々な追加投資が必要で、そのためヘビーユーザの間では自己破産者が続出、更には餓死する者まで現れ、社会問題化しつつある。仮想現実世界といってもある程度の決まりがあり、それに違反した行動をとりそれが発覚するとアカウントは取り消される。

#### ハードウェア
パソコン
ソフトを動かす為に必要となる。CPUなどの内部構成パーツは全てキーボードと一体化している。
たくろーが購入したものはCPUが3THz、メモリが512GB、HDDが120TBと、連載当時の平均的なPCのほぼ1000倍（正確には2の10乗倍）と、「CPUの性能は、大体18ヶ月で約2倍になる（つまり、それ以上早いペースでは進歩しない）」という現実のムーアの法則を完全に無視したスペックだが、越後曰くこれでも複数のキャラを同時に動かすのはきついようである。
ヘッドギア
たくろーや越後が使用しているヘッドマウントディスプレイで、本編ではこう呼称されている。
仮想現実における視覚的な刺激を現実的に「視せる」ためのハードウェアと推測される。仮想現実の世界自体はディスプレイを通じても見ることが出来るので、このハードウェアは必須ではないが、よりリアリティを感じるためにはやはり必要なようである。
神崎が「ヘッドギア」の様なものをつけている描写があるので、視覚だけではなく頭部や顔に刺激を与えられる高価なヘッドギアが存在し、『ルサンチマン』の世界ではそれらも含めて「ヘッドギア」と呼んでいると推測される。
感圧グローブ
手に装着する操作デバイス。指や腕の動きを入力する機能を持つ。また、アンリアル上で物に触れると、その感覚をプレイヤーに伝える触覚出力機能も併せ持つ。その程度は通常は軽い痛み程度までで抑えられているが、時にプレイヤーの手に跡を残すほどの痛みを与えてしまう事もある。ただし、通常はソフトによる制御でその様なことは起こらない。
ボディスーツ
感圧グローブが持つ触覚出力機能を全身で味わうために作られたスーツ。バーチャルセックスにおいては欠かすことの出来ないデバイス。
個人ごとにサイズの違いがあり、また素肌に直接着込む代物のため、他人との貸し借りは通常行われない。ユーザにとってはまさにもう一つの皮膚とも言える存在である。
オンラインショップでは58万円で売られているなど非常に高価。品物の性質上、中古品だと価格が大幅に下がるようで、越後曰く「半額以下」らしいが、それでも10万円程度の予算では手が届かない代物である。
チンコケース
いわゆるオナホール。ただし、ソフトと連動して動く出力デバイスの一種である。
バーチャルセックスを行う際に最低限必要となる。性器が見えるようになる「自主規制解除ソフト」が同梱されている。やはりサイズの違いがあり、サイズが合わないと感度が著しく低下する。品物の性質上、返品もきかない。市場では新品で7万円から10万円程度が相場である。
マウスボール
赤ちゃんのおしゃぶりのように口元に装着することにより、バードキス、ディープキス、乳首なめ、クンニリングスなどの仮想現実世界における刺激を口の周りと中に与えることができる。市況価格は約10万円程度。

#### NPC
一般的な概念についてはノンプレイヤーキャラクターを参照。本作ではおもに人工知能を搭載した仮想人格、特に後述する上級NPCを指す。「上級」より下位にあるNPCの概念は作中では明言されていないが、店員などさほど複雑な思考を必要としないNPCの存在が、そういった下位NPCの存在を想像させる。本作ではNPCの台詞は角張った吹き出しで表現されており、丸い吹き出しが使われる現実世界の登場人物と区別できる。
上級NPC
神崎陽一郎が開発したと言われるAI「ムーン」をオリジナルとする、AIエンジンを搭載したノンプレイヤーキャラクター。人間そのものといっていいレベルの思考と感情を持っている。死の概念が存在し、死んだキャラクターを復活させる事自体は可能だが、その際生前の記憶は全て失われてしまう。
一般に流通している上級NPCは「ムーン」からいくつかの機能を削った上で（後述）、所有者に対する刷り込みを施したものである。仮想上の恋人とするための女性型キャラが主に市場で流通しており、その価格は新品で約15万円前後が相場である。
女性型キャラとは、一定の条件がそろえばバーチャルセックスを行うことが可能となる。なお、男性キャラに関しては描写はない。
制限事項
一般に流通しているNPCは、商品としての安全を保障するため以下の機能がオリジナルAIから削除・制限されている。当然、純粋なオリジナルAIによって動くNPCは、これらの制限は存在しない。
- 過度の負の刺激をハードウェアを通じて現実世界に与えることが出来ない

上記のハードウェアにより仮想現実社会における肉体的刺激は現実世界のプレイヤーも同様に与えられるが、その際に、肉体が不快、苦痛を感じるレベルの刺激を与えることが出来ない。例えば、仮想現実における軽いアバターへの接触はもちろんダイレクトに各ハードウェアにより現実の肉体にも同様に与えられるし、強い刺激でもそれが快感（セックスなどの）を伴うならばやはりダイレクトに伝わる。しかしそれが強い負の刺激である（と常識的に考えられる）場合、それは過度に伝わらないように出来ている。
つまり仮想現実社会では、いくら強く殴られても刃物に傷つけられても、強い痛みを感じることも死ぬこともない。ただし軽い刺激はあり、その刺激によりプレイヤーのヒットポイントが少なくなったら、仮想現実内における行動は怪我を受けたと同様に制限され、またHPが0になれば仮想現実のキャラクターが死亡したり行動不能になったりする。これは安全面を考えた上での危険防止措置と考えられる。
このことは多くの場合問題ないだろうが、例えばSMによる快感を得ようとする場合、サドであれば問題がないがマゾである場合問題があると推測される。ただし本編にはそのことに関する描写はない。なおSM場面は本編に登場するがその際プレイヤーはサドだった。
- プレイヤーが設定した仮想現実しかみることが出来ない

現実世界の人間はディスプレイや上記のヘッドギアなどの視覚的インターフェイスを通じて仮想現実世界を見ることができる。同様に仮想現実世界のNPCもカメラを通じて現実世界のプレイヤーを見ることが出来るが、その際は必ずプレイヤーが設定した仮の姿（アバター）としてしか見ることが出来ない設定になっている。キャラクターだけではなく、その周りの現実世界の風景も同様である。
- 自分の住んでいる世界が仮想現実であることに気づいてしまうような言葉を聴くことが出来ない

NPCにとっては、仮想現実世界こそがまさに生きている「現実世界」であり、その役に徹底させる（ロールプレイング）の措置である。たとえば本編中で「仮想現実」、「NPC」、「アンタなんて現実に存在しない」等の言葉はNPCは聞こえないとされている。本編中ではこの類の言葉が聞こえないとだけ説明されているが、文字やその他の視覚的情報も同様と推測される。

#### プレイヤー
「あらゆるジャンルのゲームが内包されている」という触れこみ通り、アンリアル内には様々な種類のプレイヤーが存在している。
本作に登場するのはギャルゲーのプレイヤーが主であるが、他にもロールプレイングゲームやアクションゲームのプレイヤーが作中に登場している。これらは全てアンリアルという同一世界上で実現されているが、その方法は、作中では女性型NPCを購入したものがギャルゲープレイヤーと呼ばれるなど、各種オプションを購入する事で実現するものと思われる。
他にも作中の例で言えば、女性NPCに加えバーチャルセックスのための各種デバイスを購入すれば、ギャルゲーは性描写ありのエロゲーへと変貌する。

#### オフラインでの仮想現実世界
ソフトによる仮想現実社会
AIキャラクターソフトとは別売りのソフトにより構成される世界である。ネットにつなげるロールプレイングゲームをオフライン（シングルプレイ）でやる感覚とほぼ同じ。本編中では月子が住まう孤島と、ラインハルトとその恋人たちが住まう城が登場する。月子が住まうそこはいわゆる南洋の孤島で、粗末な家があるのみそこで月子は寂しい生活を送っていた。ただし、アプリケーション立ち上げ時しかAIキャラクターの人格とその仮想世界は存在しないはずなので、これは飽くまで設定である。なお、島や小屋などの環境データも有料で、たくろーが購入したものは1本1万5千円の廉価ソフトだった。
ただし月子は特別なソフトなので、パソコンの電源が切れている状態でも人格と仮想世界が存在している可能性はある。また仮想現実の世界は、現実世界が雨のときは雨、曇りのときは曇りなど、気象条件が現実世界と連動するという物語の設定になっている。

#### オンラインでの仮想現実世界
ネット回線に接続する事で、スタンドアロンでの閉鎖された環境から広大で開かれたネット空間へと移動することが可能となる。オフライン環境からオンライン環境への移動は電車によって表現され、その外見や速度はプロバイダの回線品質によって左右される。オンライン上では多くの都市が点在し、電子マネーによる商取引が可能である。越後に比べ貧弱なスペックしか持たない拓郎のPCでも多くのキャラクターが同時に表示できる事から、ネットに接続すると分散コンピューティング機能が働いて、マシンへの負荷が軽減されるものと推測される。

##### 経済
アンリアルでは、V円という通貨が流通している。「円」という字が入っていることから分かるように、日本円との為替レートが存在し、そのレートは1円=100V円である。アンリアル上で買い物をして支払いが発生すると、クレジット会社を通じてプレイヤーに請求される。

##### 地理
アンリアルの地形は、上空から見ると女性器を模した形となっている。中立地帯・ファンタジア・ノスタルジアという3つの地域に大きく分かれる。
なお、各地に点在する都市は都市育成シミュレーション系のユーザが作成しているとの作者の発言がある。
中立地帯
センタードーム
ファンタジアとノスタルジアの境界上に位置する施設。各都市に通じるターミナル駅が存在する。
未練が原
NPCの墓場が存在する。普段は人気のない場所である。

ファンタジア
ファンタジー世界を模した地域。RPG系のユーザが主に住んでいる。現実的なものを嫌う越後のようなギャルゲーユーザも多い。
アストニア
ファンタジアの中心的な都市。“古都”という冠をつけて呼ばれるように、アンリアルの中でも古くから存在している。ラインハルトはかつてこの町の要職についていた。現在も、ギャルゲーユーザの友人たちとここでよく歓談している。

ノスタルジア
現実世界に似せた意匠を持つ地域。
杓文字公園（しゃもじこうえん）
売春宿が林立する、アンリアル最大の歓楽街。売春宿の中には、現実世界においてバーチャルセックスを提供する個室ビデオのアンリアル版のような風俗業者が経営するものも多く見られる。
ユーザに飽きられた女性NPCの多くが、こうした売春街へと売られて行く。また、娼婦の一人が「お嫁に行く」などいわゆる身請けを思わせる発言をしていることから、NPCの中古市場としての役目も担っていると思われる。第9帝国によって「風紀を粛正する（実際は神崎狩り）」との名目の下、大規模な攻撃を受けて壊滅する。
学校
現実のそれとは役割が異なり、失われた青春を取り戻したいユーザのために作られた施設である。番長を目指すヤンキー校もあれば、まじめに勉強を教える進学校もある。たくろーと月子が入学したのは、学園生活におけるおいしいシチュエーションだけを体感できる学校だったが、その実態は女性NPCを使ってユーザを誘惑、半ば強制的にNPCを買わせる悪徳業者だった。

##### ギルド
アンリアル上では、現実のMMORPGにおけるギルドのような組織がいくつか存在する。
ギャルゲー系ギルド
かつてラインハルトが所属し、ギルドマスターを勤めていたギルド。後にRPG系ギルドと連合を組み、第9帝国と対峙する。
RPG系ギルド
作中ではセリフ上でその存在が出てくるのみである。数の面では多いが、それぞれの結束力は弱い。
第9帝国
アクションゲーム、とりわけミリタリー系のユーザが集まるギルドの一派。アンリアルの中でも武闘派として知られるが実際の社会では引きこもり、ニート、無職その他の負け組みの構成員が多い。
ネット弁慶集団ともいえるが、仮想世界における戦争においてアメリカ合衆国に勝利し、仮想敵国扱いされているなど、高い能力を持つ事実は否めない。アンリアル各地で破壊活動を行うなどして恐れられている。ギルドのメンバーは全て総帥である江原と同じアバターを使用している。

## 作品の評価
- 著作家の本田透はこの作品に大いに感銘を受け、作者・花沢にラインハルトとその恋人たちのイラストを自著『電波男』の表紙イラストとして依頼し、さらに本作から幾つかの内容を自説の展開のために引用している。
- ジェンダーSF研究会からは、2005年度・第5回センス・オブ・ジェンダー賞の話題賞が贈られた[2]。

## 書籍情報

### 単行本
定価：各530円（税込み） 判型：B6判
- 第1巻 2004年5月28日発行 ISBN 4-09-1873014
- 第2巻 2004年7月30日発行 ISBN 4-09-1873022
- 第3巻 2004年11月30日発行 ISBN 4-09-1873030
- 第4巻 2005年3月30日発行 ISBN 4-09-1873049

### 新装版
定価：上巻 895円（こちらは税抜き）・下巻 985円（こちらは税込み）判型：B6判
- 上巻 2012年10月30日発売、ISBN 978-4-09-184818-5
- 下巻 2012年11月30日発売、ISBN 978-4-09-184840-6